# Diamentowy wiek
Diamentowy wiek (inny tyt. Epoka diamentu, tytuł oryg. The Diamond Age) – powieść fantastycznonaukowa amerykańskiego pisarza Neala Stephensona. Powieść ukazała się w 1995 roku, polskie wydanie, w tłumaczeniu Jędrzeja Polaka, wydało wydawnictwo Zysk i S-ka w 1997. Powieść otrzymała nagrody Hugo i Locus w 1996. Zaliczana jest do postcyberpunku.

## Fabuła
Ziemia przyszłości to świat, w którym domowe kompilatory materii potrafią stworzyć niemal każdy żądany przedmiot, a los człowieka zdeterminowany jest przez przynależność do grupy i umiejętność szybkiego reagowania na nadarzające się okazje. Bohaterką jest mała dziewczynka, która przypadkowo weszła w posiadanie niezwykłej nanotechnologicznej książki, która ją uczy i wychowuje.